# Weserhänge mit Bachläufen
Weserhänge mit Bachläufen este o arie protejată (arie specială de conservare — SAC, sit de importanță comunitară — SCI) din Germania întinsă pe o suprafață de 4.363,79 ha, integral pe uscat.

## Localizare
Centrul sitului Weserhänge mit Bachläufen este situat la coordonatele 51°28′21″N 9°35′30″E / 51.4725°N 9.5917°E.

## Înființare
Situl Weserhänge mit Bachläufen a fost declarat sit de importanță comunitară în aprilie 1999 pentru a proteja 11 specii de animale. Situl a fost protejat și ca arie specială de conservare în martie 2008.

## Biodiversitate
Situată în ecoregiunea continentală, aria protejată conține 8 habitate naturale: Lacuri eutrofice naturale cu vegetație de tip Magnopotamion sau Hydrocharition, Cursuri de apă de la nivel de câmpie la nivel montan, cu vegetație Ranunculion fluitantis și Callitricho-Batrachion, Pajiști uscate europene, Liziere de ierburi înalte hidrofile de câmpie și de nivel montan până la alpin, Fânețe de joasă altitudine (Alopecurus pratensis, Sanguisorba officinalis), Păduri de fag Luzulo-Fagetum, Păduri de fag Asperulo-Fagetum, Păduri aluvionare cu Alnus glutinosa și Fraxinus excelsior (Alno-Padion, Alnion incanae, Salicion albae).
La baza desemnării sitului se află mai multe specii protejate:
- păsări (8): minunița (Aegolius funereus), porumbel de scorbură (Columba oenas), ciocănitoare neagră (Dryocopus martius), ciuvică (Glaucidium passerinum), gaia neagră (Milvus migrans), gaia roșie (Milvus milvus), viespar (Pernis apivorus), ciocănitoare verzuie (Picus canus)
- mamifere (1): liliac comun (Myotis myotis)
- nevertebrate (2): libelule (Leucorrhinia pectoralis), rădașcă (Lucanus cervus)

Pe lângă speciile protejate, pe teritoriul sitului au mai fost identificate 5 specii de plante, 1 specie de amfibieni, 3 specii de mamifere, 4 specii de nevertebrate.